# Saint-Lô-d'Ourville
Saint-Lô-d'Ourville est une ancienne commune française du département de la Manche et de la région Normandie, peuplée de 482 habitants, commune déléguée au sein de Port-Bail-sur-Mer depuis le 1er janvier 2019.

## Géographie

### Localisation
La commune est située sur la Côte des Isles, dans le Cotentin.
Les communes limitrophes sont Canville-la-Rocque, Denneville et Portbail.

## Toponymie
Le nom est attesté sous la forme Sancti Laudi de Orvilla en 1115, composé probablement avec le nom de personne germanique (franc) Uro et le suffixe ville.
Jusqu'en 1925 le nom officiel de la commune était Ourville.

## Histoire

### Moyen Âge
La paroisse, mentionnée sur un document de 1115 est bien plus ancienne puisque sa fondation remonte au VIe siècle. Elle a pour patron saint Lô, 5e évêque de Coutances entre 525-565, et serait issu d'un premier démembrement de l’agglomération gallo-romaine de Gaudacum.
Vers le XIe siècle, une grande partie de la paroisse dépendait de l'honneur de la Haye, le reste de l'honneur d'Aubigny.
Turstin Haldup (fl. au XIe siècle), baron de La Haye-du-Puits, avec sa femme Anne et son fils Eudes au Capel, donnèrent à l'abbaye de Lessay qu'ils venaient de fonder tous leurs biens d'Ourville (église, terres, pêcheries, etc.). L'abbaye de Lessay, qui nommait à la cure, et possédait des biens importants sur la paroisse, percevait la dîme. Robert de la Haie (Robert de La Haye), sénéchal du duc de Normandie Henri Ier, confirma en 1134 la donation. Celle-ci fut contestée par la suite, car en 1234, Robert d'Argences, chevalier, seigneur du Parc d'Ourville, renonce au patronage de la paroisse en faveur de l'abbaye.

### Temps modernes
Au milieu du XVIe siècle, Charles de Thieuville, époux de Marguerite Martin, fille de Gilles II Martin, est qualifié de sieur du Parc.
En 1567, Gilles de Thieuville, écuyer, sieur de Saint-Maurice, du Fournel et du Parc, est taxé pour ces fiefs de 12 livres et 10 solz dans le rôle des nobles et roturiers, au titre du ban et de l'arrière ban de la vicomté de Coutances, réalisé par Gilles Dancel, seigneur d'Audouville, lieutenant général du bailli de Cotentin, tenu à Coutances les 20-22 octobre. Le fief du Parc à Saint-Lô-d'Ourville, qui valait un quart de fief de haubert, et était tenu du roi sous la vicomté de Valognes, avait des extensions sur Portbail, Gouey, Saint-Jean-de-la-Rivière, Saint-Martin-du-Mesnil, Saint-Pierre-d'Allonne et Sainte-Suzanne-en-Bauptois.
En 1768, il y avait vingt-neuf salines dans le havre de Portbail, dont deux sur la paroisse de Saint-Lô-d'Ourville.

### Époque contemporaine

#### Seconde Guerre mondiale
En 1942, la Kommandantur de Portbail y fut transférée.

#### XXIesiècle
Le 1er janvier 2019, Saint-Lô-d'Ourville fusionne avec Denneville et Portbail pour créer la commune nouvelle de Port-Bail-sur-Mer par arrêté préfectoral du 20 décembre 2018. Les trois anciennes communes deviennent des communes déléguées.

## Politique et administration
| Période                                  | Période       | Identité      | Étiquette | Qualité               |
| ---------------------------------------- | ------------- | ------------- | --------- | --------------------- |
| 1968                                     | mars 2008     | Jean Lamy     |           |                       |
| mars 2008                                | 2015          | Roger Lozouet | SE        | Agent de codification |
| décembre 2015                            | décembre 2018 | André Ade     | SE        | Retraité              |
| Les données manquantes sont à compléter. |               |               |           |                       |

| Période                                  | Période  | Identité      | Étiquette | Qualité                             |
| ---------------------------------------- | -------- | ------------- | --------- | ----------------------------------- |
| janvier 2019                             | mai 2020 | André Ade     | SE        | Retraité                            |
| mai 2020                                 | En cours | André Cruchon |           | Retraité du ministère de la Défense |
| Les données manquantes sont à compléter. |          |               |           |                                     |

## Équipements et services publics

### Espaces publics
- Dunes de Lindbergh et Lindbergh-Plage. Du nom de l'aviateur, car point supposé où il a atteint la côte française avant d'atterrir à Lessay.

## Démographie
En 2021, la commune comptait 482 habitants. Depuis 2004, les enquêtes de recensement dans les communes de moins de 10 000 habitants ont lieu tous les cinq ans (en 2005, 2010, 2015, etc. pour Saint-Lô-d'Ourville) et les chiffres de population municipale légale des autres années sont des estimations.
| 1793 | 1800 | 1806 | 1821 | 1831 | 1836 | 1841 | 1846 | 1851 |
| ---- | ---- | ---- | ---- | ---- | ---- | ---- | ---- | ---- |
| 777  | 706  | 875  | 972  | 908  | 909  | 919  | 861  | 888  |

| 1856 | 1861 | 1866 | 1872 | 1876 | 1881 | 1886 | 1891 | 1896 |
| ---- | ---- | ---- | ---- | ---- | ---- | ---- | ---- | ---- |
| 832  | 772  | 753  | 706  | 676  | 600  | 740  | 610  | 616  |

| 1901 | 1906 | 1911 | 1921 | 1926 | 1931 | 1936 | 1946 | 1954 |
| ---- | ---- | ---- | ---- | ---- | ---- | ---- | ---- | ---- |
| 585  | 554  | 530  | 427  | 409  | 449  | 473  | 485  | 485  |

| 1962 | 1968 | 1975 | 1982 | 1990 | 1999 | 2005 | 2010 | 2015 |
| ---- | ---- | ---- | ---- | ---- | ---- | ---- | ---- | ---- |
| 399  | 380  | 403  | 397  | 404  | 478  | 553  | 530  | 517  |

| 2018 | - | - | - | - | - | - | - | - |
| ---- | - | - | - | - | - | - | - | - |
| 495  | - | - | - | - | - | - | - | - |

## Culture locale et patrimoine

### Lieux et monuments

#### Patrimoine religieux

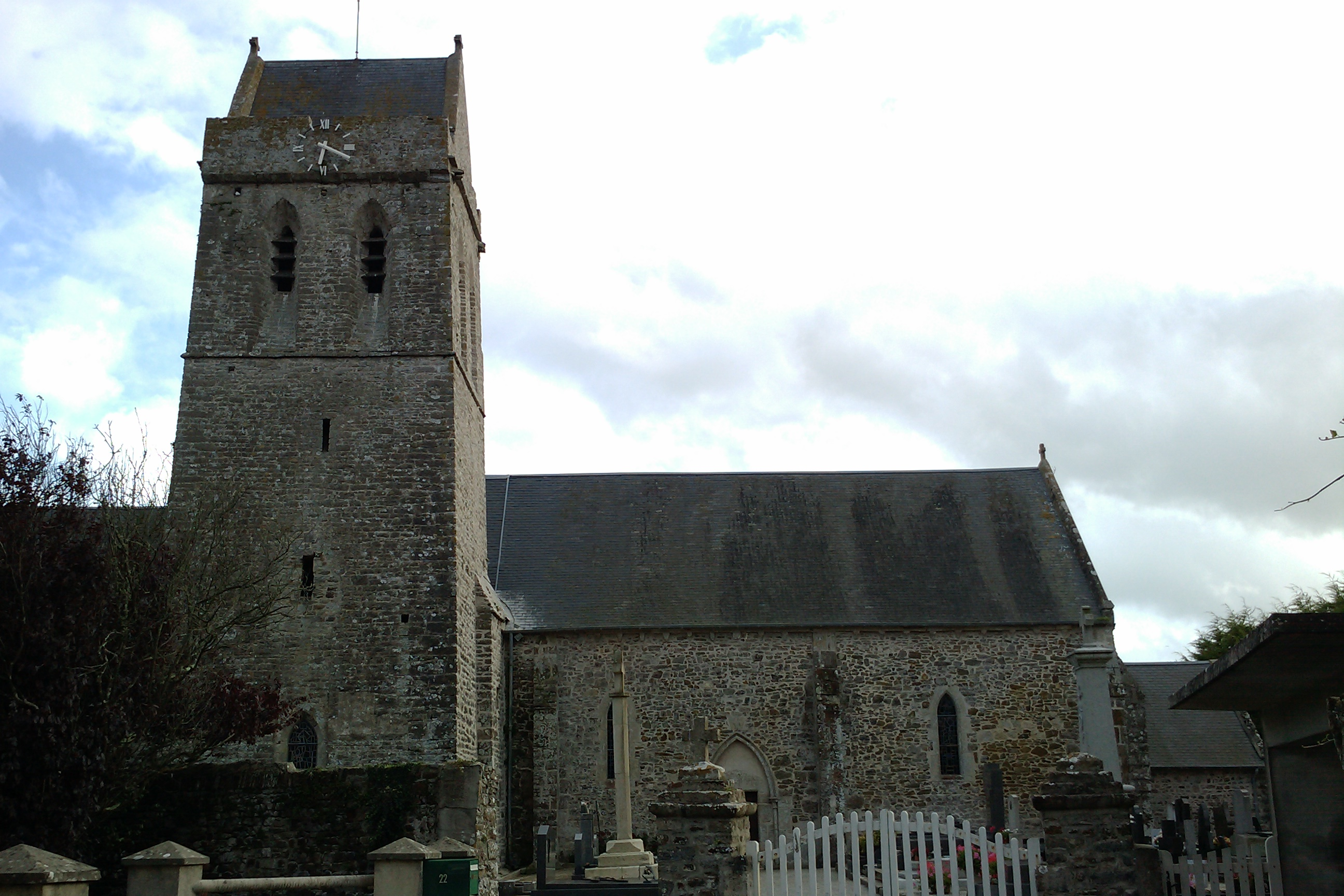
L'église au centre du bourg.

- Église Saint-Lô des XIIIe, XVe, XVIe – XIXe siècles, avec sa tour à encorbellement[18],[19], et entourée de son cimetière. Le patronage de l'église appartenait à l'abbaye de Lessay, qui possédait des biens important sur la paroisse et qui percevait la dîme. Cette donation fut confirmée en 1134 par Robert de La Haie, sénéchal du duc de Normandie Henri Ier. Donation contestée car on voit en 1234, Robert d'Argences, chevalier, seigneur du Parc d'Ourville, renoncé au patronage de la paroisse en faveur de l'abbaye[5].

L'édifice abrite une verrière à trois panneaux : la Crucifixion, saint Lô et saint Jean Baptiste (XIIe, XVe – XXe siècles), une Vierge à l'Enfant du XVIe, sainte Marie-Madeleine du XIVe, classées au titre objet aux monuments historiques, ainsi qu'une poutre de gloire du XVIIIe, un maître-autel et retable du XVIIe et un ancien autel en pierre de la chapelle du château du Parc-d'Ourville.
- Ancien prieuré d'Avarville des XIIIe – XIVe siècle, siège de la baronnie ecclésial d'Avarville, l'un des huit fiefs relevant de l'abbaye de Lessay, et qui avait entre autres le droit exclusif d'enlever la tangue comme un texte de 1532 l'évoque « Les tangues pour l'usage et anoblissement de leurs terres à la dicquerie de leur baronnie d'Avarville, joint d'un costé à la garenne desdits religieux, d'autre costé au terroir d'Ourville »[22], et le droit de gravage ou varech sur l'étendue de leur baronnie[23]. Ainsi, les moines récupérèrent en l'an 1435 « un tonnel et deux pipes de vin arrivés à vreq ès mettes de la dite seignourie » ou encore, en 1758, un « canon trouvé au gravage, de Saint-Lô-d'Ourville »[23]. Au XVe siècle, la baronnie possédait les terres de la Dicquerie, des terres à Ourville, Omonville, Denneville, Saint-Jean, Saint-Georges-de-la-Rivière, Le Maisnil, Saint Morice. En 1692, Jean Lemarcant prend à ferme la baronnie d'Avarville pour 1 900 livres par an. En 1672, il en était le receveur[24]. À la veille de la Révolution, la baronnie est divisée en 65 fiefs répartis sur la paroisse de Saint-Lô-d'Ourville et quatre sur la paroisse voisine de Denneville[25].
- Ancien presbytère du XVIIIe siècle.

#### Patrimoine civil
- Manoir du Parc d'Ourville du XIVe au XVIIe siècle

Il s'agit d'un ensemble manorial complet avec logis seigneurial et logis en dépendance protégés par un mur défensif, douves, chapelle (XVe), colombier, moulin, pressoir, douves, vivier, jardin fossoyé et bâtiments agricoles en cour fermée autour du logis. Le domaine est inscrit au titre des monuments historiques par arrêté du 27 novembre 2000.
- Manoir Durevie. Cet ancien manoir est aujourd'hui partagé en deux propriétés.

Le 27 mai 1512, Guillaume Durevie acquiert du roi le fiefferme, terre et seigneurie d'Avarville au prix de 92 livres, 8 sols et 4 deniers. C'est son fils, Gilles, qui héritera, puis Jean, son propre fils. La famille fut anoblie en 1518, en la personne de Guillaume et portait pour armes un écu : d'azur au cygne d'argent becqué et onglé de gueules, au chef d'or chargé de trois merlettes de sable. En 1634 et 1640, réside au manoir, Jacques Durevie, sieur d'Avarville, qui avait épousé en 1612 Marie Estar.
- Manoir de la Tourelle du XVe siècle. Situé non loin du Parc d'Ouville, la maison forte est citée en 1432[28].
- Anciens moulins dont un à marée et un à vent.
- Pont du Carcan sur le Gris, passage obligé pour la traversée du fond du havre avant la construction de la route touristique. Il fut en partie démoli, le 17 ou 18 juin 1944, lorsqu'un convoi allemand est anéanti par l'aviation américaine[29].

Pour mémoire
- Motte du Parc, attestée par les textes[3].

### Personnalités liées à la commune
- Hervé François Lefollet (Saint-Lô-d'Ourville, 1758 - 1827), homme politique.

### Héraldique
| Armes Saint-Lô-d'Ourville | Les armes de la commune Saint-Lô-d'Ourville se blasonnent ainsi : D'azur au cygne d'argent becqué et membré de gueules, au chef d'or chargé de trois merlettes de sable. |